# Шкоцян (Домжале)
Шкоцян (словен. Škocjan) — поселення в общині Домжале, Осреднєсловенський регіон, Словенія. 
Висота над рівнем моря: 325,7 м.